# Patrick Hager
Patrick Hager (Stoccarda, 8 settembre 1988) è un hockeista su ghiaccio tedesco.

## Palmarès

### Olimpiadi invernali
- 1 medaglia:
  - 1 argento (Pyeongchang 2018)